# Línia alba
La línia alba és una forta estructura fibrosa de línia mitjana de la  paret abdominal anterior situada entre els dos músculs recte de l'abdomen (un a banda i banda). El melic és un defecte de la línia alba per on passen els vasos umbilicals fetals abans del naixement. La línia alba es forma per la unió d'aponeurosis (dels músculs de la paret abdominal anterior) que formen col·lectivament la beina dels rectes. La línia alba s'uneix a l'apòfisi xifoide superiorment, i a la símfisi púbica inferior. És estret a la part inferior on els dos músculs rectes de l'abdomen estan en contacte l'un amb l'altre posterior a ell, i s'eixampla a la part superior des de just per sota del melic.
El nom alba, ve del llatí i significa blanca, ja que la línia alba es compon principalment de col·lagen teixit connectiu, que té un aspecte blanc.
En individus prou musculosos, la seva presència es pot veure a la pell, formant la depressió entre les meitats esquerra i dreta dels músculs rectes.